# وارن أفيس
وارن أفيس (بالإنجليزية: Warren Avis)‏ هو طيار ورائد أعمال أمريكي، ولد في 4 أغسطس 1915 في باي سيتي في الولايات المتحدة، وتوفي في 24 أبريل 2007 في آن آربر في الولايات المتحدة.

## سيرة ذاتية
ولد وارين أفيس في باي سيتي في ميشيغان. تخرج من المدرسة الثانوية في 1933 وخدم في القوات الجوية في جيش الولايات المتحدة الأمريكية خلال الحرب العالمية الثانية. بعد انتهاء خدمته، اشترى حصّة لتوزيع سيارات فورد وبدأ خطته في تأجير السيارات في المطارات. وبعدها عمل على توسيع أعماله ليمتلك مكاتب لتأجير سيارات في مطار ويلو رن في يبسيلانتي، ميشيغان ومطار ميامي الدولي في فلوريدا. في سنة 1954 باع الشركة مقابل 8 ملايين دولار.
تم ضمه إلى الصالة الفخرية للسيارات في سنة 2000.

## الوفاة
مات بشكل طبيعي في منزله في آن آربر في ولاية ميشيغان.

## وصلات خارجية
- وارن أفيس على موقع إن إن دي بي (الإنجليزية)